# Prostitución en Noruega

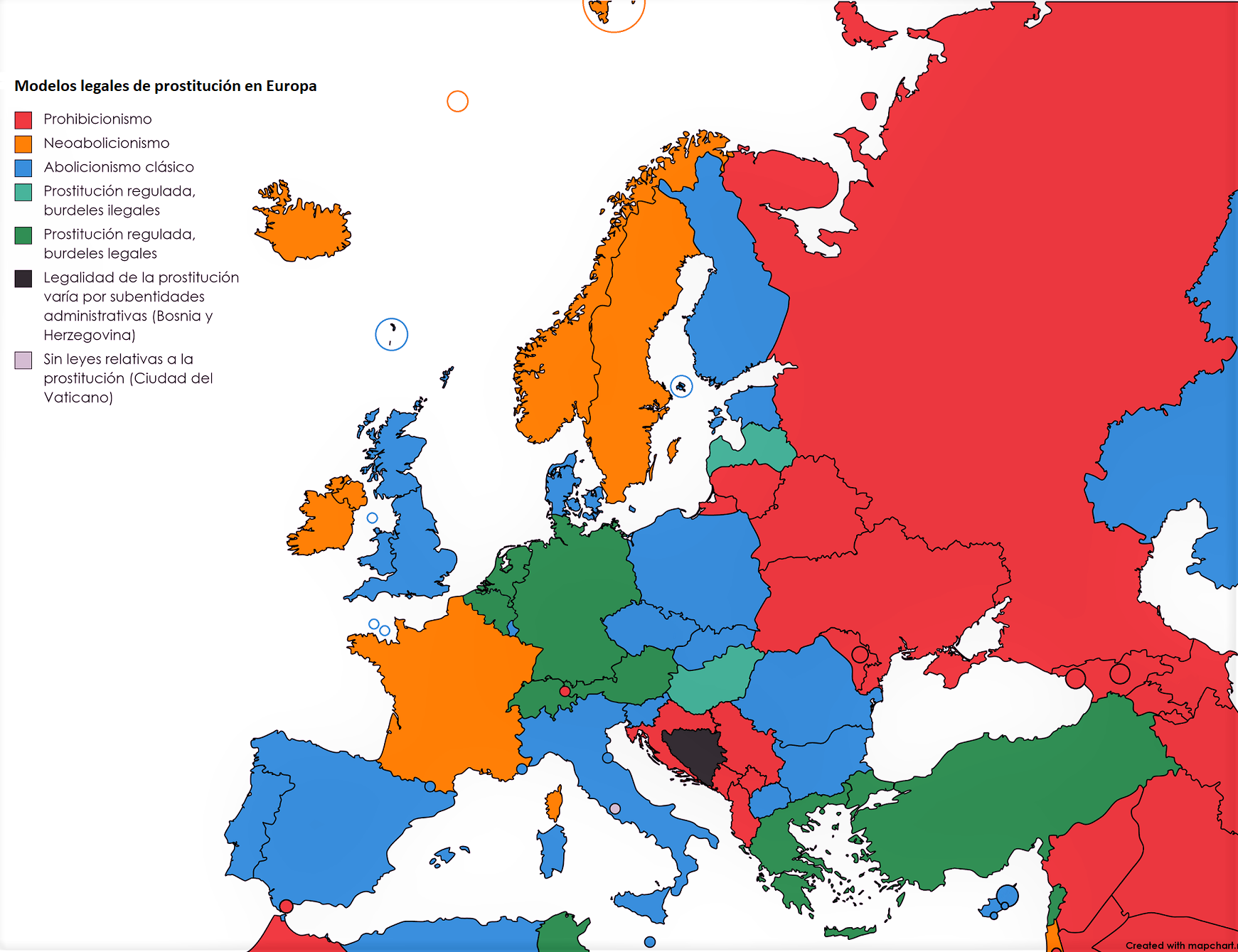
Prostitución en Europa. En naranja, el modelo neoabolicionista de la prostitución, en el que la venta de servicios es legal pero su compra ilegal, al que pertenece, entre otros países, Noruega.

La prostitución en Noruega es ilegal y es un acto criminal cuando se compran actos sexuales, pero no cuando se venden. La ley noruega que prohíbe la compra de actos sexuales entró en vigor el 1 de enero de 2009, tras la aprobación de una nueva legislación por parte del parlamento en noviembre de 2008. Solicitar y publicitar "servicios sexuales" también es ilegal según la ley.

## Historia
En los primeros tiempos, la proscripción de la prostitución se encuadraba en leyes más generales sobre fornicación y adulterio, sobre todo después de la Reforma. Alrededor de esta época, los actos sexuales empezaron a pasar del derecho civil (en gran parte con multas) al derecho penal. Por ejemplo, en una parte de la legislación medieval, la Frostating, se afirma: "Si una mujer yace con un hombre al que no le está permitido poseer, debe una multa de tres marcos, al igual que aquel con el que yace". La regulación de la sexualidad en la Alta Edad Media dependía en gran medida de la Iglesia, para la que sólo eran aceptables las relaciones sexuales heterosexuales dentro del matrimonio. A pesar de ello, la prostitución no se consideraba uno de los delitos sexuales más graves, sino que con frecuencia se asociaba a otras molestias como el juego, la bebida y los disturbios.

### SigloXIX

Albertine en la sala de espera del médico de la policía, cuadro de Christian Krohg (1886-1887), en la pinacoteca Nasjonalgalleriet de Oslo.

La prostitución se penalizó en Noruega con la introducción del Código Penal de 1842, pero volvió a legalizarse con la revisión de dicho texto en 1902, cuando se levantó la prohibición tanto de la compra como de la venta de sexo. Sin embargo, incluso durante esa época, se toleraba y regulaba en la práctica, en las principales ciudades del país. Aunque la prostitución se definía como un vicio inmoral, era la prostitución callejera la que estaba especialmente mal vista, por ser visible. También se consideraba importante distinguir entre mujeres "decentes" e "indecentes".
La regulación de la prostitución en Europa (regulacionismo) estaba estrechamente ligada al concepto de que la prostitución era una fuente de enfermedades venéreas, por lo que requería supervisión médica. Esta forma de regulación apareció por primera vez en Bergen, entonces el mayor municipio noruego, en 1816, en Oslo en 1840 y Trondheim en 1844. La regulación era, al menos en apariencia, contraria al Código Penal, que en 1842 había tipificado como delito la fornicación y, por tanto, la prostitución. En la práctica, se consideraba que esta última ley sólo se aplicaba a los varones.
Los medios de comunicación, la Iglesia y los comentaristas sociales empezaron a expresar su preocupación por la prostitución, que fue calificada como el gran mal social.
Diversas instituciones manifestaron su deseo de rescatar a las "mujeres caídas" y ayudarlas a abandonar su oficio y a "reinsertarse en la sociedad", formándolas para puestos como el de empleadas domésticas.
A mediados del siglo XIX se produjo un crecimiento de la sociedad organizada, en la que se desarrollaron organizaciones religiosas y filantrópicas, muchas de ellas con predominio de mujeres entre sus miembros. Entre ellas había "sociedades para la defensa de las normas morales", preocupadas, entre otras cosas, por la prostitución y la incapacidad del gobierno para hacerle frente.
Los burdeles fueron finalmente prohibidos en Noruega en 1887 como parte de una campaña paneuropea de reforma moral del Abolicionismo que sustituyó al Reglamentarismo y que se suponía iba a acabar con la prostitución. El cambio en el Código Penal en 1902 no significó, sin embargo, que la prostitución fuera más tolerada por la sociedad. El intercambio de sexo en el propio hogar era ahora legal, pero el merodeo y el proxenetismo no, y las mujeres vistas vendiendo sexo en público eran dirigidas a programas de "rehabilitación".

### Época moderna
En 1993 se celebró en Lillehammer una conferencia pancandinava sobre la prostitución. Participaron trabajadoras del sexo y se hizo hincapié en la reducción de daños. Liv Jessen, trabajadora social y dirigente de Pro-Sentret, lo comparó con el enfoque punitivo del "Frente de Mujeres" radical (Kvinnefronten), un grupo activista feminista. El debate sobre qué hacer iba a continuar durante otros 30 años. Kvinnenfronten se había fundado en 1972, e iba a trabajar por un cambio en la ley durante todo ese tiempo.

## Marco jurídico
El Código Penal se ocupa de la delincuencia organizada (artículo 60a), los terceros y los proxenetas, como los proxenetas o las madames (artículo 202), la compra de "servicios" sexuales (artículo 202a), la compra por menores de 18 años (artículo 203) y la trata de seres humanos (artículo 224).

### Código Penal Civil General noruego (Straffeloven)
Artículo 60a
"Si un acto delictivo se ha cometido como parte de la actividad de un grupo delictivo organizado, la pena máxima establecida en la disposición penal se incrementará hasta el doble de su límite prescrito, pero no en más de cinco años de prisión".
Un grupo delictivo organizado se define aquí como un grupo organizado de tres o más personas cuyo objetivo principal es cometer un acto punible con una pena de prisión no inferior a tres años, o cuya actividad consiste en gran medida en cometer tales actos. Un aumento de la pena máxima de conformidad con la presente disposición será aplicable en relación con las disposiciones legales que den efecto legal al límite de la pena, a menos que se disponga lo contrario".
Artículo 202
"Quien a) promueva la contratación de otras personas para la prostitución, o b) alquile un local en el entendimiento de que dicho local se utilizará para la prostitución o actúe con negligencia grave a este respecto será castigado con multas o penas de prisión de hasta cinco años. 
Toda persona que en un anuncio público ofrezca, organice o solicite inequívocamente la prostitución será castigada con multas o penas de prisión de hasta seis meses.
En esta disposición, prostitución significa que una persona participa en una actividad sexual o comete un acto sexual con otra persona a cambio de una remuneración".
Sección 202a
"Toda persona que a) procure relaciones sexuales o cualquier otro acto sexual, para sí misma o para otra persona, a cambio de un pago o del acuerdo de proporcionar un pago, b) procure relaciones sexuales o cualquier otro acto sexual a cambio de que otra persona pague o acuerde pagar, o c) de la manera descrita en a) o b) supra induzca a alguien a realizar actos equivalentes a relaciones sexuales consigo misma será castigado con una multa o una pena de prisión de hasta 6 meses o ambas.
Si la relación o el acto sexual ha sido especialmente humillante por su naturaleza, pero no es punible en virtud de ninguna otra ley, la pena será de prisión de hasta 1 año".
Artículo 203
"Toda persona que, a cambio de una remuneración, procure relaciones sexuales o cualquier otro acto sexual a una persona menor de 18 años, podrá ser castigada con una multa o una pena de prisión de hasta 2 años. El hecho de equivocarse sobre la edad de alguien no afecta a la responsabilidad penal, a menos que se haya demostrado buena fe diligente".
Artículo 224
"Toda persona que, mediante la fuerza, amenazas, abuso de la vulnerabilidad de otra persona u otra conducta impropia, explote a otra persona con fines de a) prostitución u otros fines sexuales, b) trabajos forzados o servicios forzados, incluida la mendicidad, c) servicio militar en un país extranjero, o d) extracción de cualquiera de los órganos de dicha persona, o que induzca a otra persona a dejarse utilizar para tales fines, será culpable de trata de seres humanos, y podrá ser castigada con pena de prisión de hasta cinco años.
Se castigará con la misma pena a toda persona que a) organice la explotación o inducción a que se refiere el párrafo primero procurando, transportando o recibiendo a la persona de que se trate, b) de cualquier otro modo ayude o instigue a dicha explotación o inducción, o c) proporcione un pago o cualquier otra ventaja con el fin de obtener el consentimiento para dicha explotación de cualquier persona que se encuentre en posición de autoridad sobre la parte agraviada, o que reciba dicho pago u otra ventaja.
Toda persona que cometa un acto de los mencionados en los párrafos primero o segundo contra un menor de 18 años será castigada con una pena independiente del uso de la fuerza o de amenazas, del abuso de la vulnerabilidad de la persona o de cualquier otra conducta impropia. El error sobre la edad de una persona no afecta a la responsabilidad penal, a menos que se haya demostrado buena fe diligente.
La trata de seres humanos grave se castiga con pena de prisión de hasta diez años. Para decidir si el delito es grave, se dará especial importancia a si la persona expuesta al acto era menor de 18 años, si se utilizó violencia o coacción graves o si el acto condujo a un beneficio considerable".

### Otras leyes
Ley de Planificación y Construcción
Especifica los requisitos que deben cumplir los locales donde se desarrollan actividades comerciales, utilizados para cerrar los salones de masajes que ocupan locales que no cumplen los requisitos para actividades comerciales.
Impuestos e IVA
Todos los ingresos están sujetos a impuestos, incluidos los procedentes de la prostitución, pero su aplicación varía. A algunas personas se les ha obligado a pagar impuestos sobre sus ingresos estimados de la prostitución, mientras que otras se han dado de alta como autónomos, para beneficiarse de los derechos que tienen los contribuyentes. La mayoría de los servicios están sujetos al IVA.
Asistencia social
La prostitución no se considera un trabajo legal en Noruega. Las personas con derecho a prestaciones sociales pueden solicitar ayuda económica cuando no trabajan y son indigentes.
Ley de inmigración
Los extranjeros pueden trabajar como prostitutos en Noruega, ya que la prostitución no se considera un trabajo legal. El artículo 27 establece que los extranjeros pueden ser deportados por alteración del orden público.
Ley de Policía
El artículo 7 (sobre orden público y paz) permite a la policía poner fin a los quebrantamientos de la paz o intervenir cuando haya motivos para temer tal quebrantamiento.
Ley de Protección de la Infancia
Protege y otorga derechos a los menores de 18 años. Si un niño está en compañía de profesionales del sexo, puede ser objeto de intervención en virtud de esta ley. Todos los empleados públicos tienen la obligación de informar a las autoridades de bienestar infantil si ven a un niño que pueda estar sufriendo abandono.
Ley de Control de Enfermedades Transmisibles
Da derecho a los residentes a la atención preventiva, el diagnóstico y el tratamiento de dichas enfermedades. No permite imponer restricciones colectivas a los trabajadores del sexo.

## Prostitución en Noruega en la actualidad
En 2013, se estimaba que había 3 000 trabajadoras del sexo trabajando en Noruega Las ganancias del comercio sexual se estiman en 390 millones de coronas (48 millones de euros).
Las prostitutas noruegas hacen una clara distinción entre el término "prostituta" y "trabajadora del sexo", y consideran que "prostitución" es una palabra despectiva. También se describen a sí mismas como gledespike (literalmente, fille de joie), o hjelpepleier (trabajadora de la salud). Como en la mayoría de los países, la prostitución adopta distintas formas, entre ellas la prostitución callejera y la prostitución de interior en burdeles. Técnicamente, tanto el trabajo en la calle como el funcionamiento de los burdeles son legales, aunque no lo sea la compra de esos "servicios", pero, al igual que en otros países, el cambio tecnológico ha provocado un desplazamiento de la oferta de "servicios" de la prostitución callejera a los teléfonos móviles e Internet.
Aunque los burdeles son técnicamente legales en el sentido de que no hay ninguna ley explícita que los prohíba (de iure), la prohibición de la compra de sexo impide que funcionen abiertamente (de facto). Como forma de protesta, se sugirió que algunas trabajadoras del sexo podrían regentar burdeles gratuitos que eludieran la prohibición, para dejar claro este punto. Más tarde, se afirmó que se trataba de un ejercicio diseñado principalmente para estimular el debate sobre la cuestión.
La ley actual que prohíbe la compra crea una anomalía administrativa, ya que el dinero que se gana es ilegal y, sin embargo, está sujeto a impuestos. Las propuestas legislativas han incluido la prohibición de la publicidad. Algunas trabajadoras sexuales se han quejado de la falta de consulta del gobierno con ellas.. En julio de 2014, la Misión de la Ciudad de Nadheim informó de que los niveles de prostitución callejera en Noruega volvieron a índices previos a la introducción de la ley en 2009.

## Prohibición sobre la compra de servicios sexuales

### Primera consideración
La posibilidad de penalizar la compra de sexo se debatió en un informe oficial en 1997; sin embargo, ni el Departamento de Justicia ni el Storting (el parlamento noruego) estaban a favor de dar este paso. No obstante, el Departamento prometió volver a examinar la situación dentro de dos años. Noruega penalizó la compra de sexo a menores de 18 años en 2000 (entrada en vigor de la Ley 76, 11 de agosto; artículo 203 del Código Penal).

### Informe del grupo de trabajo 2004
Aunque Suecia había prohibido la compra de sexo en 1999, las opiniones seguían divididas en Noruega. En 2003, como parte de su Plan de Acción para Combatir la Trata de Mujeres y Niños, el Ministerio de Justicia investigó la situación tanto en los Países Bajos (que había legalizado los burdeles) como en Suecia para informar mejor el debate, y llegó a la conclusión de que ninguno de los dos enfoques sería apropiado en ese momento. El grupo de trabajo para este informe estuvo presidido por el profesor Ulf Stridbeck, de la facultad de Derecho de la Universidad de Oslo.
En cuanto a la ley sueca, el grupo concluyó que no se disponía de datos fiables, que la ley era difícil de aplicar y que había tenido poco impacto. La diferencia entre los dos países estriba en la manera de definir la prostitución y, por tanto, de abordarla.

### Cambio de política debido a la inmigración
El debate que finalmente desembocó en la introducción de la prohibición de la compra de sexo se refería a los efectos de la llegada de mujeres procedentes de África, típicamente nigerianas, a las calles de Noruega. Se argumentaba que la trata de seres humanos se alimentaba de la demanda de sexo y que, por tanto, era necesaria una prohibición, y si la solicitación era ofensiva.

### Ley actual (Sexkjøpsloven)
En noviembre de 2008, el Storting aprobó una ley que penalizaba la compra de sexo (sexkjøploven). Se convirtió en el artículo 202a del Código Penal noruego.
Artículo 202a
Toda persona que
(a) participe o ayude a otra persona a participar en una actividad sexual o a cometer un acto sexual previo pago o previo acuerdo de pago,
(b) participe en una actividad sexual o en un acto sexual a cambio de un pago acordado o efectuado por otra persona, o
(c) de la manera descrita en (a) o (b) haga que alguien realice con ella o él mismo actos correspondientes a una actividad sexual,
será castigado con multas o penas de prisión de hasta seis meses, o con ambas.
Si la actividad sexual o el acto sexual se lleva a cabo de manera particularmente ofensiva y no puede imponerse ninguna pena de conformidad con otras disposiciones, la pena será de prisión por un período no superior a un año.
La prohibición se extiende a los noruegos fuera de Noruega (ley extraterritorial).

### Efecto de la prohibición de la compra de sexo
A pesar de un descenso inicial de la visibilidad de la prostitución callejera, informes posteriores sugirieron que había vuelto a sus niveles anteriores. Esto creó grandes dificultades para los trabajadores de la calle noruegos. Un informe de 2012 sobre la violencia contra los trabajadores del sexo suscitó un gran interés en los medios de comunicación y un cuestionamiento de los efectos de la ley. Ha habido considerables críticas a la ley y sus efectos. Ha resultado difícil evaluar la ley, debido a los problemas de aislar las leyes de otros factores sociales. Por ejemplo, la policía ha perseguido tanto a los vendedores como a los compradores, incluso desalojándolos de sus hogares, los llamados Operasjon Husløs, y la ley se ha aplicado de forma irregular de una región a otra.
Otros informes sugieren que, a pesar de un cierto descenso inicial de la prostitución callejera cuando se introdujo la nueva ley, el número de personas que venden sexo es ahora mayor que nunca. Los noruegos también se interesaron por un informe publicado en julio de 2010 en Suecia, ya que sugería un gran aumento de la prostitución en los países nórdicos vecinos, una vez que la ley sueca entró en vigor. También se ha sugerido que la ley ha provocado una discriminación injusta contra las mujeres inmigrantes.

### Evaluación de 2014
En 2013, antes de las elecciones, el Ministerio de Justicia anunció planes para evaluar la ley, con solicitudes de contratación que se cerraron a finales de agosto, siendo adjudicada a Vista Analyse. Sin embargo, los investigadores han criticado esto porque ni el presupuesto ni el alcance parecen susceptibles de proporcionar respuestas útiles. No se esperaba que la evaluación añadiera mucho nuevo a lo que ya se sabía.

### Conclusiones
El informe, publicado el 11 de agosto de 2014, afirmaba que la ley había cumplido su mandato y que el mercado callejero se había reducido, y probablemente también el mercado interior, pero que esto era más difícil de estimar:
La prohibición de comprar servicios sexuales ha reducido la demanda de sexo y, por tanto, ha contribuido a reducir el alcance de la prostitución en Noruega. La aplicación de la ley, en combinación con las leyes contra la trata y el proxenetismo, hace de Noruega un país menos atractivo para la trata basada en la prostitución de lo que habría sido el caso si no se hubiera adoptado la ley. Además, las condiciones económicas para la prostitución en Noruega se redujeron tras la aplicación de la ley. Estos efectos estaban en consonancia con las intenciones de la ley y, por tanto, no se consideraban efectos secundarios no deseados. Este informe no encontró pruebas de que aumentara la violencia contra las prostitutas tras la entrada en vigor de la prohibición de comprar sexo.

### Respuesta
Los críticos argumentaron que, aunque se podían mostrar tendencias en la prostitución, era simplista sostener que eran un resultado directo del cambio normativo, dada la complejidad del fenómeno social y las muchas fuerzas que actúan sobre él. El secretario de Justicia Vidar Brein-Karlsen prometió realizar una investigación parlamentaria (stortingsmelding). Las conclusiones entraban en conflicto con otros estudios, y la definición de "éxito" fue objeto de debate. El informe también afirmaba que se volvió mucho más difícil ser trabajadora del sexo en Noruega. Al igual que la evaluación sueca correspondiente (realizada a los diez años), el análisis parecía no tener en cuenta el género.

## Políticas sobre prostitución
La prohibición de la compra de sexo de 2008 fue aprobada por el gobierno de coalición rojiverde de centro-izquierda. En el momento de la aprobación de la ley de compra, se opusieron a ella los partidos de la oposición de centro-derecha en el Storting, incluidos los Conservadores, el Partido del Progreso y los Liberales. La ley fue aprobada por 44 votos a favor y 28 en contra de los laboristas, socialistas de izquierda, centro y democristianos, y los conservadores, progresistas y liberales.
Los partidos de la oposición siguieron expresando sus objeciones, según el diputado conservador Bent Høie y Anniken Hauglie, también conservadora y comisaria de Servicios Sociales de Oslo. Tras las revelaciones de que la venta de sexo estaba más extendida que nunca, y que los reporteros que se hacían pasar por clientes podían negociar fácilmente las transacciones, el diputado conservador André Oktay Dahl, vicepresidente del Comité Permanente de Justicia, pidió la derogación de la ley, al igual que su compañera del Partido del Progreso Ase Michaelsen..

### Elecciones de 2013
El cambio de gobierno en las elecciones de septiembre de 2013, que dieron lugar a una coalición liderada por los conservadores (48 escaños) y el Partido del Progreso (29 escaños), creó la oportunidad de revisar las leyes, y los liberales (9 escaños) presionaron a favor de la reforma.
Entre los que apoyaron la ley estaban los democristianos (10 escaños), que deseaban su refuerzo. Estos y los liberales mantenían el equilibrio de poder en el apoyo al gobierno de coalición conservador en minoría. Los partidos de la oposición que apoyaban la ley eran el Partido Laborista, que tiene el mayor número de escaños (55), y la Izquierda Socialista (7 escaños). Entre los diputados críticos con la ley estaban Sveinung Rotevatn y el líder conservador Trond Helleland, así como la entonces líder de Los Verdes, Marthe Hammer, que consideraba que la ley tiene un valor simbólico, ya que enviaba el mensaje de que comprar sexo es inaceptable.
En noviembre de 2013, el alcalde de Oslo, Stian Berger Røsland, declaró que la venta de sexo estaba ahora tan extendida en Oslo que el gobierno debería prohibir tanto la venta como la compra de sexo. En enero de 2014, todos los partidos habían creado plataformas en torno a la política de prostitución.
La ley contaba con el apoyo de algunas organizaciones de mujeres, como la feminista radical Kvinnefronten. A pesar de la oposición política, una encuesta de enero de 2014 estimaba que la ley contaba con un 65 % de apoyo, pero al menos un editorial de un periódico ha pedido su derogación.

## Defensa y apoyo

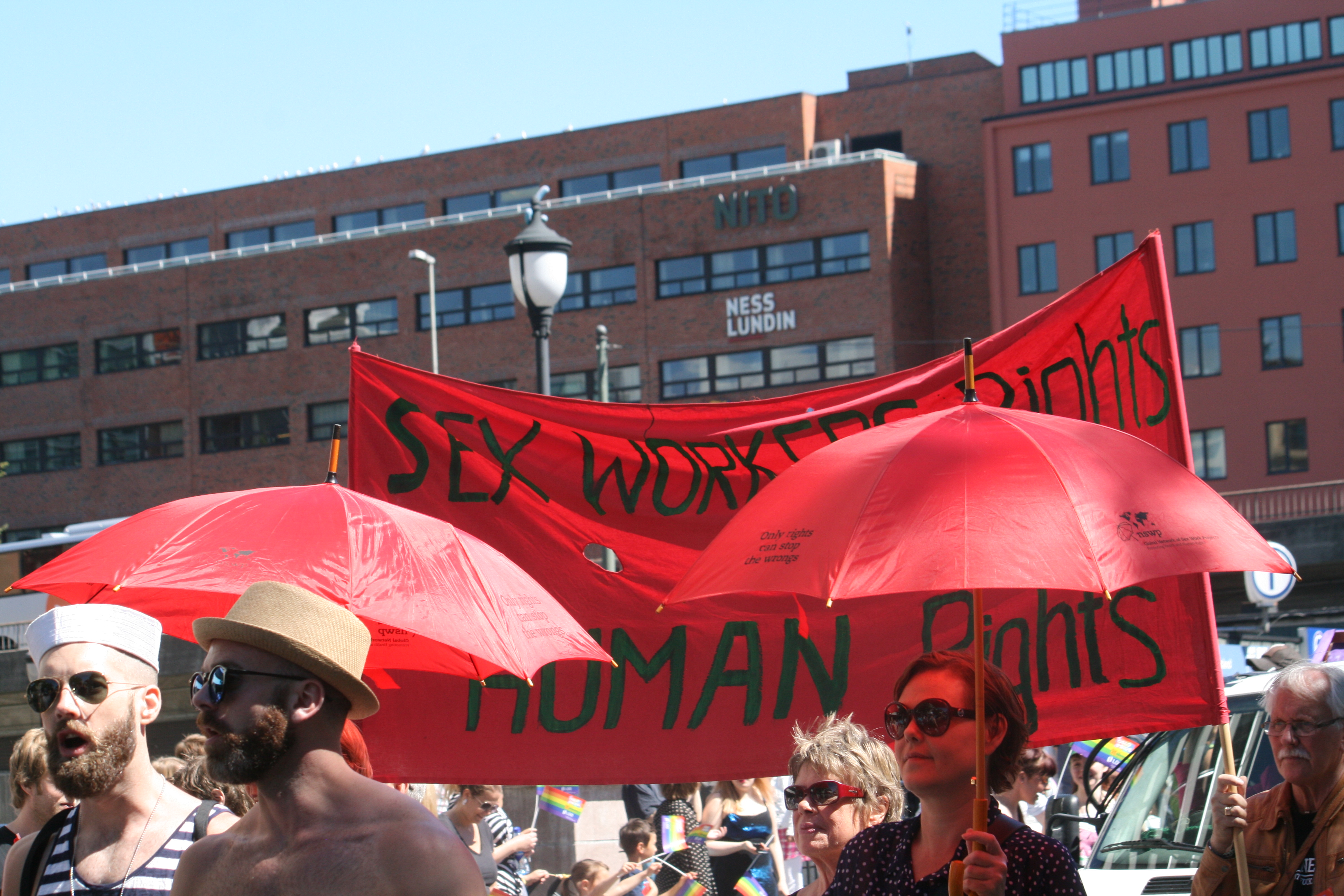
Una pancarta en favor de los derechos de las trabajadoras del sexo en el Orgullo de Oslo en 2015.

PION (Prostitutes Interest Organisation in Norway) ha llegado a ofrecer apoyo y defensa a las personas que ejercen la prostitución en Noruega. Otras organizaciones como Nadheim City Mission, un grupo religioso, y ROSA, una organización que se ocupa de las víctimas de la trata de seres humanos, también realizan actividades en su defensa.
Pro Sentret es un centro de servicios sanitarios y sociales para trabajadoras del sexo y un centro nacional de coordinación para cuestiones relacionadas con la prostitución. Fue creado por la ciudad de Oslo y cofinanciado por el gobierno, con algunas donaciones privadas. Ofrece atención sanitaria, servicios sociales, asistencia jurídica y asesoramiento a profesionales del sexo de todos los sexos. Cuenta con un centro de acogida y servicios de extensión. A escala nacional, lleva a cabo actividades de investigación y educación sobre la prostitución y ofrece información sobre la evolución nacional e internacional de la prostitución. En diciembre de 2013, el Ayuntamiento de Oslo redujo sustancialmente su financiación.

## Tráfico sexual
Noruega es un país de destino y, en menor medida, de tránsito y de origen de mujeres y menores sometidas a trata sexual. Las víctimas identificadas en Noruega proceden principalmente de Europa del Este y África, en particular Bulgaria, Lituania, Nigeria y Rumania, así como víctimas de Pakistán y Filipinas.
La Oficina de Vigilancia y Lucha contra la Trata de Personas del Departamento de Estado de los Estados Unidos mantiene clasificado a Noruega como país de "Nivel 1".